# Бенедиктински орден
Бенедиктинският орден (на латински: Ordo Sancti Benedicti, OSB) е най-старият западен католически орден. За година на неговото основаване се приема 529, когато Св. Бенедикт Нурсийски приема монашеството.

## История
След смъртта на св. Бенедикт през 547 г. основаният от него манастир Монте Касино съществува още не дълго и е разрушен от лангобардите около 577 г. (по-късно е възстановен). Монасите, с подкрепа на папа Григорий I Велики се разпръскват по различни страни, разпространявайки по този начин устава и идеите на св. Бенедикт. Скоро бенедиктински манастири възникват в Англия, Франкското кралство, други страни от Западна и Централна Европа, а към 11 век и в Източна Европа. Сред известниците бенедиктинци от този период са св. Анселм Кентърбърийски, св. Вилиброрд, св. Адалберт Пражки и др.
Доколкото „Устава на св. Бенедикт“ се предполага централизирана структура, манастирите до 11 век, прилагащи бенедиктински устав са независими.
През 13 век възникват нови, бързо развиващи се ордени – тези на доминиканците и франсисканците и се променя структурата на европейското общество, което предопределя началото на упадъка на ордена на бенедиктинците. Още повече се засилва този процес на упадък в хода на Реформацията и секуларизацията през 18 век.
През 19 век започва възраждане на ордена, което продължава и през 20 век. Импулси за развитието на ордена в Новото време става дейността на братята от ордена в областите на изучаване на среновековната литература, музика и живопис, а също и тяхната мисионерска дейност в Африка и Азия.
През 1893 г. папа Лъв XIII обединява всички бенедиктински манастири и конгрегации в Бенедиктинска конфедерация.

## Организация
През 2004 г. Бенедиктинската конфедерация се състои от 21 конгрегации и 6 независими манастира. Общото число на монашеските обители – 344. Общо монаси – 7798, от тях 4344 свещеника. Начело на конфедерацията стои абат-примас, който се избира за срок от 8 години. Той представлява бенедиктинците пред Светия престол, но няма право да назначава или сменя настоятели на манастирите.
Основно бенедиктинците се занимават с молитви, интелектуални занятия, религиозно изкуство и мисионерска работа.
Девиз на ордена: „Моли се и работи“ (на латински: Ora et labora).